# Робот-юрист
Робот-юрист (робо-юрист, робот-адвокат) — приложение искусственного интеллекта (ИИ) к области права, которое может выполнять задачи, решаемые помощниками адвокатов и начинающими юристами в юридических фирмах. Однако, существует некоторая дискуссия о правильности термина. Некоторые комментаторы полагают, что такие юридические приложения, строго говоря, не являются ни юристами (адвокатами), ни роботами, и их не следует так называть. Другие комментаторы считают, что этот термин может ввести в заблуждение и отмечают, что робот-юрист будущего не будет одним всеобъемлющим приложением, а будет набором специализированных ботов для выполнения различных задач.

## Примеры
Некоторые юридические ИИ-решения разрабатываются и продаются непосредственно клиентам или потребителям, тогда как другие приложения являются инструментами для адвокатов юридических фирм. На Lawbots.info находится каталог автоматизированных юридических ИИ-услуг, которые были разработаны для прямого распространения среди общественности. Одним из примечательных юридических ИИ-решений для юридических фирм является ROSS, который использовался юридическими фирмами США для оказания помощи в юридических исследованиях, но уже существуют сотни юридических ИИ-продуктов, которые работают по-разному, различающиеся по сложности и зависимости от скриптовых алгоритмов.
В августе 2017 года в Правовед.ru впервые сообщили о создании робота-юриста на базе нейронной сети. Под проект удалось привлечь более $1 млн инвестиций российского венчурного фонда AddVenture. Сам LegalTech-проект Правовед.ru инвесторы оценили в 600 млн рублей. В октябре 2017 года запущена β-версия робота. В феврале 2018 года компания запустила на своем сайте полноценную версию. Пользователям предлагалось подробно описать ситуацию из сферы защиты прав потребителей, в которой были нарушены их права. В течение нескольких секунд, на основе базы сведений ответов Правовед.ru, робот формировал исчерпывающую консультацию. В мае 2018 года российский робот-юрист победил в конкурсе Legal Geek.